# لایشترفلد (زاکسونی)-آنهالت
لایشترفلد (زاکسونی)-آنهالت (به آلمانی: Lichterfelde) یک منطقهٔ مسکونی در آلمان است که در التمارکیسچ ویسچ واقع شده‌است. لایشترفلد  ۳۱۱ نفر جمعیت دارد.